# Canh Vinh
Canh Vinh là một xã thuộc tỉnh Gia Lai, Việt Nam.

## Địa lý
Xã Canh Vinh nằm ở phía đông bắc huyện Vân Canh, có vị trí địa lý:
- Phía đông giáp thành phố Quy Nhơn
- Phía tây giáp xã Canh Hiệp
- Phía nam giáp xã Canh Hiển và xã Canh Hiệp
- Phía bắc giáp huyện Tuy Phước và thị xã An Nhơn.

Xã Canh Vinh có diện tích 99,66 km², dân số năm 2019 là 9.788 người, mật độ dân số đạt 98 người/km².
Trước đây, có thời gian gọi là Tân Vinh.

## Hành chính
Xã Canh Vinh được chia thành 9 thôn: An Long 1, An Long 2, Bình Long, Hiệp Vinh 1, Hiệp Vinh 2, Kinh Tế, Tăng Hòa, Tăng Lợi, Tân Vinh.